# Abchaziens försvarsmakt

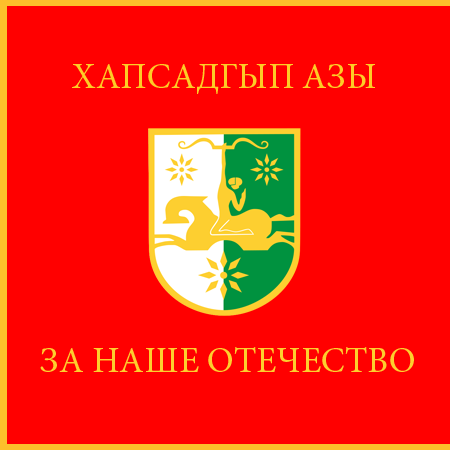
Den abchaziska försvarsmaktens fana.

Abchaziens försvarsmakt bildades 1992 från det etniskt abchaziska nationalgardet.

## Armén
Armén består av en fredsstyrka om tvåtusen soldater och en mobiliseringsstyrka om cirka fyrtio till femtio tusen soldater. Republiken är indelad i tre försvarsområden, Suchumi, Otjamtjire och Pitsunda. Mobiliseringsorganisationen är milisartad och soldaterna förvarar sina handvapen i hemmet. Organisationen omfattar tre motoriserade skyttebrigader, ett artilleriregemente, en ingenjörsbataljon, en bergsjägarbataljon, en spaningsbataljon samt specialförband. Materielen består av nio T-72 stridsvagnar, 50 T-55 stridsvagnar, 95 artilleripjäser och grantakastare, 23 raketartillerisystem BM-21 Grad och 260 pansarskyttefordon.

## Marinen
Flottan består av tre divisioner baserade i Suchumi, Otjamtjire och Pitsunda. Fyra flodkanonbåtar överfördes från den ryska flottan i slutet på 1990-talet. Flottan hade också några handelsfartyg som beväpnats med artilleri- och raketer. Idag skall det dessutom finnas ett tjugotal motorbåtar beväpnade med kulsprutor och finkalibriga automatkanoner. Flottan har en personalstyrka om 600 sjömän. Därtill kommer en marininfanteribataljon om 350 soldater.

## Flygvapnet
Flygvapnet har fem Aero L-39 Albatros, tre Antonov An-2, en Jakovlev Jak-52, fyra Mil Mi-8 och två Mil Mi-24 samt en personalstyrka om cirka 250 flygsoldater.

## Ryska trupper
I enlighet med en försvarsöverenskommelse från 2009 har den Ryska federationen förlagt den 131. avdelta motorskyttebrigaden på den tidigare sovjetiska basen Gudauta.